# Safi ad-Din al-Urmawi

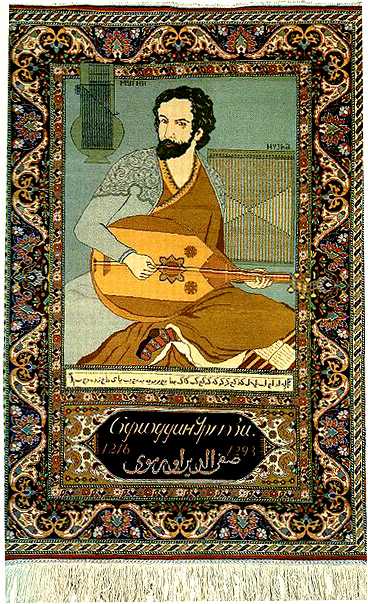
Safi ad-Din al-Urmawi als Teppichmotiv

Safi ad-Din Abd al-Mu'min bin Yusuf bin Fachir al-Urmawi al-Baghdadi, auch (kurz) Safioddin al-Urmawi (arabisch صفي الدين عبد المؤمن بن يوسف بن فاخر الأرموي البغدادي, DMG Ṣafī ad-Dīn ʿAbd al-Muʾmin b. Yūsuf b. Fāḫir al-Urmawī al-Baġdādī; * 1216 in Urmia oder Bagdad; † 28. Januar 1294 in Bagdad), war ein Musiker am Hof des Kalifen und bedeutender arabischsprachiger Musiktheoretiker.

## Leben
Al-Urmawis Familie stammte  aus Urmia im Nordwesten Irans. Er selbst wuchs in Bagdad auf und erhielt eine exzellente Ausbildung in arabischer Sprache, Schreibkunst, Literatur und Geschichte. Er erwarb sich einen Ruf als Kalligraph und arbeitete als Kopist und Bibliothekar in der Bibliothek des Kalifen al-Musta'sim bi-'llah in Bagdad. Durch seine Befähigung auf der Laute errang er die Aufmerksamkeit des Kalifen und erhielt 5.000 Dinar im Jahr. Dies ermöglichte ihm ein Leben in Luxus. Zu seinen Schülern gehörte die Sängersklavin Lihaz.
Als die Mongolen Bagdad ein Jahr später eroberten, bestach er einen mongolischen Offizier und wurde durch diesen beim Mongolenfürsten Hülegü eingeführt, den er ebenfalls durch seine Virtuosität beeindrucken konnte. Hülegü nahm al-Urmawi für 10.000 Dinar jährlich in seinen Dienst.
Nach dem Tod eines Schutzherren geriet al-Urmawi in Vergessenheit. Er verarmte und starb in Schuldhaft.

## Werk
Die Wissenschaftsgeschichte kennt ihn neben Al-Farabi und Avicenna sowie Abd al-Qadir Maraghi als einen der bedeutendsten Musiktheoretiker seiner Zeit. In seiner Schrift Kitāb al-ʿadwār („Buch der Modi“) stellte er ein Tonsystem vor, das auf der Teilung der Oktave in 17 Teilintervalle basiert, woraus er zwölf Modi und worauf das heute noch in der klassischen persischen Musik benutzte Dastgah-System beruht. Die zwölf Modi (maqāmāt) des Safi ad-Din bestehen heute noch namentlich als Melodietypen (guscheh-ha) innerhalb des Radif. Ein weiteres Buch al-Urmawis, welches er seinem Schüler Scharafeddin Harun (gestorben 1286) widmete, heißt ar-Risāla asch-Scharafiyya (Resāle al-Šarafiyye). Das erstere Werk wurde vielfach ins Türkische und ins Persische übersetzt und galt Jahrhunderte als Grundlagenwerk der Musikwissenschaft. Wie schon Farabi und Avicenna beschrieb er Zusammenhänge zwischen den modalen Tonsystemen und deren psychischen Wirkungen auf den Menschen. Zu al-Urmawis Schülern gehörte Qutb ad-Din asch-Schirazi, der Verfasser einer persischen Musik-Enzyklopädie, die unter anderem alle zu seiner Zeit bestehenden Modi enthält.